# ۲۵۹ (قمری)
۲۵۹ (قمری)، دویست و پنجاه و نهمین سال در گاهشماری هجری قمری است. اول محرم این سال برابر با یازدهم نوامبر سال ۸۷۲ میلادی است.

## رویدادها
- جستان سوم بار دیگر در بیعت با داعی کبیر به قزوین حمله کرده و با محمد بن فضل قزوینی می‌جنگد اما شکست می‌خورد.
- تصرف نیشابور مرکز حکومت محمد بن طاهر توسط یعقوب لیث صفاری و براندازی دودمان طاهریان

## زادگان
- راتبه نیشابوری شاعر و موسیقیدان ایرانی